# Mount Garan
Mount Garan ist ein Berg mit mehreren kleinen Gipfeln im ostantarktischen Königin-Marie-Land. Er ragt 15 km südwestlich des Mount Strathcona nahe dem Kopfende des Denman-Gletschers auf.
Luftaufnahmen der US-amerikanischen Operation Highjump (1946–1947) dienten seiner Kartierung. Das Advisory Committee on Antarctic Names benannte ihn nach E. M. Garan, Luftbildfotograf bei dieser Expedition, der im Küstengebiet zwischen 14° und 164° östlicher Breite tätig war.